# Jelševica
Jelševica je naselje v Občini Zagorje ob Savi.